# قرحة الرمسة (جعلان بني بو علي)
قرحة الرمسة منطقة سكنية تقع في ولاية جعلان بني بو علي، التابعة لمحافظة جنوب الشرقية في سلطنة عمان. يقدر عدد سكانها بـ 108 نسمة حسب إحصاء عام 2010 التابع للمركز الوطني للإحصاء والمعلومات الحكومي. رمز المنطقة هو 80430041.

## الوصلات الخارجية
- المركز الوطني للإحصاء والمعلومات، سلطنة عمان